# Pteropus rufus
Крилан рудий (Pteropus rufus) — вид рукокрилих, родини Криланових.

## Опис
Розмах: 100–125 см. Довжина: 23.5–27 см. Вага 500–750 гр. Це найбільший з трьох ендемічних видів криланів Мадагаскару. Тіло коричневого кольору з більш темними тонами на спині й світлішими, від золотистого до червоно-коричневого тонами на грудях і плечах. Обличчя, тім'я і потилиця також світлі й більш жовтуватого кольору, а крила від шиферно-сірого до чорного кольору. Як і у майже всіх видів Pteropodidae, немає ніякого очевидного хвоста.

## Поширення
Країни поширення: Мадагаскар. Це один з найпоширеніших видів рукокрилих на острові і, здається, тільки відсутній в густонаселених центральних гірських районах. Сідала рідко знаходяться в малопорушених лісах і зазвичай знаходяться в невеликих, і часто деградованих, ділянках лісу, мангрових лісах і священних лісах. Харчування відбувається в первинному та вторинному рідному лісі, а також в людьми модифікованих ландшафтах з переважанням сільського господарства.

## Поведінка
Удень спочиває на деревах у великих, гучних групах до кількох тисяч особин. Сідала лаштує дуже рідко всередині незайманих лісів і зазвичай вони знаходяться у фрагментованих або мангрових лісах, а також на малих островах. Температура тіла регулюється крилами. Вночі літають до 34 кілометрів, щоб знайти їжу. Кілька 'розвідники' летять попереду основної групи, щоб знайти придатні дерева, використовуючи їх чудовий зір. Фруктовий сік переважає в дієті, хоча нектар, пилок і листя також вживають. Таким чином, ці крилани є важливими агентами запилення і розповсюдження насіння ендемічних рослин.
Під час шлюбного сезону (квітень і травень), домінантний самець утримує територію на сідальному дереві, щоб виключити інших самців. Самиці народжують в жовтні, як правило, одне маля, але дуже рідко буває двійня. 

## Загрози та охорона
Серйозною загрозою є втрата середовища існування в зв'язку з швидким темпом вирубки лісу, в поєднанні зі збільшенням тиску полювання. Вид не включений в список охоронних видів відповідно до закону. Тому юридично на вид дозволяється полювати в період з травня по вересень, але це законодавство важко реалізувати, і тому насправді, на P. rennelli полюють і поїдають люди протягом всього року. Є тільки кілька сідал в межах нинішньої системи природоохоронних  територій Мадагаскару. Багато колоній захищені, тому що вони ночують у священних лісах (наприклад, на кладовищах), де забороняють рубки дерев або полювання.